# Alessandro Brannetti
Alessandro Brannetti (Fermo, 9 de junio de 1980) es un piloto de motociclismo italiano, que compitió el Campeonato del Mundo de Motociclismo entre 1999 y 2006.

## Biografía
Su carrera en el motociclismo internacional se inició con sus participación en el Campeonato Europeo de 1998 en 125cc a bordo de una Honda en la que acaba en la cuarta posición de la general. Su debut en el Mundial se produce en 1999en 125 con una Aprilia con su participación en el Gran Premio de Italia concluyendo en la 21.ª posición.
En la temporada siguiente pasa nuevamente a Honda sin cambiar de categoría y clasificándose en la posición 30.º. En 2001 vuelve a Aprilia, concluyendo en la posición 23.º e interrumpiendo provisionalmente su participación en el Mundial.
A partir del 2002 y el 2004, prueba suerte en el Campeonato de Europa de Superstock 1000 sin resultados destacables. En 2006 corre nuevamente tres grandes Premios en el Mundial en 250 con la Honda, sin obtener puntos. Su carrera prosigue en campeonatos destinados derivados de la categoría Supersport, participando en el campeonato europeo del 2008, el Campeonato Mundial de Supersport desde 2007 hasta 2009.

## Resultados en el Campeonato del Mundo
Sistema de puntuación de 1993 hasta 2022:
| Posición | 1.º | 2.º | 3.º | 4.º | 5.º | 6.º | 7.º | 8.º | 9.º | 10.º | 11.º | 12.º | 13.º | 14.º | 15.º |
| Puntos   | 25  | 20  | 16  | 13  | 11  | 10  | 9   | 8   | 7   | 6    | 5    | 4    | 3    | 2    | 1    |

### Carreras por año
| Año  | Clase | Moto    | 1       | 2      | 3       | 4       | 5      | 6       | 7       | 8       | 9       | 10     | 11     | 12     | 13     | 14     | 15      | 16     | Pts. | Pos. |
| ---- | ----- | ------- | ------- | ------ | ------- | ------- | ------ | ------- | ------- | ------- | ------- | ------ | ------ | ------ | ------ | ------ | ------- | ------ | ---- | ---- |
| 1996 | 125cc | Aprilia | MAL 16  | JPN 21 | SPA 14  | FRA Ret | ITA 20 | CAT 11  | NED Ret | GBR 16  | GER Ret | CZE 18 | IMO 15 | VAL 11 | AUS 16 | RSA 9  | BRA DNS | ARG -  | 20   | 21.º |
| 2000 | 125cc | Honda   | RSA -   | MAL -  | JPN -   | SPA Ret | FRA 14 | ITA 17  | CAT -   | NED -   | GBR -   | GER -  | CZE -  | POR -  | VAL -  | BRA -  | PAC -   | AUS -  | 2    | 30.º |
| 2001 | 125cc | Aprilia | JPN Ret | RSA 17 | SPA Ret | FRA -   | ITA 13 | CAT 20  | NED 9   | GBR Ret | GER 17  | CZE 20 | POR 11 | VAL 20 | PAC 10 | AUS 22 | MAL Ret | BRA 15 | 22   | 23.º |
| 2002 | 125cc | Honda   | JPN -   | RSA -  | SPA -   | FRA -   | ITA -  | CAT Ret | NED -   | GBR -   | GER -   | CZE -  | POR -  | BRA -  | PAC -  | MAL -  | AUS -   | VAL -  | 0    | -    |
| 2006 | 250cc | Honda   | SPA -   | QAT -  | TUR -   | CHN -   | FRA -  | ITA Ret | CAT -   | NED -   | GBR -   | GER -  | CZE -  | MAL -  | AUS -  | JPN -  | POR Ret | VAL 20 | 0    | -    |

| Color     | Resultado                                                               |
| --------- | ----------------------------------------------------------------------- |
| Oro       | Ganador                                                                 |
| Plata     | 2.ª plaza                                                               |
| Bronce    | 3.ª plaza                                                               |
| Verde     | Finalizó en los puntos                                                  |
| Azul      | Finalizó sin puntos                                                     |
| Azul      | NC - No clasificado                                                     |
| Violeta   | Ret - No terminó (Carrera)                                              |
| Rojo      | DNQ - No se clasificó                                                   |
| Negro     | DSQ - Descalificado                                                     |
| Blanco    | DNS - No empezó (carrera)                                               |
| Blanco    | WD - Retirado (fin de semana)                                           |
| Blanco    | C - Carrera cancelada                                                   |
| Sin color | DNP - Inscrito pero no participó                                        |
| Sin color | INJ - Lesionado                                                         |
| Sin color | EX - Excluido                                                           |
| Estado    | Resultado                                                               |
| Negrita   | Pole position                                                           |
| Cursiva   | Vuelta rápida                                                           |
| †         | Abandona, pero clasifica al completar el porcentaje requerido para ello |